# Detroit Lake (Minnesota)
Der Detroit Lake ist ein See auf dem Gebiet der Stadt Detroit Lakes im Becker County im US-amerikanischen Bundesstaat Minnesota.
Der Pelican River durchfließt den See, er mündet im Norden und entwässert diesen im Westen.
Am Ostufer des Detroit Lake führt der U.S. Highway 10 entlang, im Westen die U.S. Route 59 sowie die SOO Line Railway.